# سیارک ۸۶۸۲
سیارک ۸۶۸۲ (به انگلیسی: 8682 Kraklingbo، نامگذاری:1992ER9) هشت هزار و ششصد و هشتاد و دومین سیارک کشف شده‌است که در ۲ مارس ۱۹۹۲ کشف شد.
قدر مطلق سیارک برابر ۱۳٫۰۰ است.